# Parella desgraciada
Les parelles desgraciades són aquelles parelles que no poden expressar el seu amor per oposició externa, usualment la família, la societat o el capritx dels déus. És un tema recurrent de l'art, la literatura i el cinema.
Les parelles desgraciades més famoses són:
- Paris i Helena
- Píram i Tisbe
- Marc Antoni i Cleòpatra
- Lancelot i Ginebra
- Tristany i Isolda
- Romeu i Julieta
- Els amants de Terol
- Pelléas et Mélisande
- Heer i Ranjha
- Popo i Itzla
- Leila i Manjoun
- Hagbar i Signy
- Pere Abelard i Heloïsa